# Уоррен, Джосайя
Джосайя Уоррен (англ. Josiah Warren; 26 июня 1798 — 14 апреля 1874) — американский анархо-индивидуалист, изобретатель и музыкант. Широко известен как первый американский анархист, который основал соответствующее периодическое издание, — в 1833 году он выпускал четырёхстраничный еженедельник «Мирный революционер» (англ. The Peaceful Revolutionist), для чего организовал собственную типографию.

## Биография
Родился 26 июня 1798 года в Бостоне, штат Массачусетс.
В юношеские годы проявил талант в музыке, был членом музыкального коллектива Old Boston Brigade Band. В двадцать лет женился на Фанни Киснер (англ. Fanny Kisner) и в 1821 году переехал в Цинциннати, штат Огайо, где работал учителем музыки и руководителем оркестра. Здесь изобрел для оркестра лампу, в которой в качестве источника света использовался горящий жир. Этот осветительный прибор в течение ряда лет производился в Цинциннати.
В 1825 году Уоррен, находясь под влиянием идей философа-социалиста Роберта Оуэна, принялся искать сторонников, чтобы организовать в Цинциннати колонию-коммуну. Продав свой бизнес, он и ещё около 900 оуэнистов основали поселение Нью-Хармони (англ. New Harmony) в штате Индиана. Позже Джосайя Уоррен увлёкся идеями анархизма. Известен тем, что в 1827 году стал сооснователем созданного в Цинциннати магазина Cincinnati Time Store, где товары можно было купить с небольшой наценкой (намного дешевле, чем у конкурентов) и расплатиться при этом не деньгами, а обязательством выполнить работу, эквивалентную указанной в чеке сумме. Например, за 5 кг зерна причиталось отработать один час.
В старости Уоррен с 1864 по 1869 год проживал в городе Клифтондейл (Cliftondale), штат Массачусетс, затем вернулся в Бостон, где и умер 14 апреля 1874 года от отёка. Был похоронен в Кембридже, Массачусетс, на кладбище Маунт Оберн (Mount Auburn Cemetery). У него была дочь Сара Уоррен, её могила рядом с отцовской.
Каталонский историк Хавьер Диес (англ. Xavier Diez) писал, что социальные эксперименты группы Уоррена по устройству коммуны повлияли на индивидуальных анархистов Европы конца XIX — начала XX веков, среди которых был Эмиль Арман.